# Nuoto sincronizzato ai Giochi della XXIII Olimpiade
Il nuoto sincronizzato alle Olimpiadi estive 1984 è stato caratterizzato da due eventi: solo e a coppie.

## Podi
| Evento            | Oro                                  | Perform. | Argento                              | Perform. | Bronzo                                 | Perform. |
| Solo (dettagli)   | Stati Uniti Tracie Ruiz              | 198,467  | Canada Carolyn Waldo                 | 195,300  | Giappone Miwako Motoyoshi              | 187,050  |
| Coppie (dettagli) | Stati Uniti Candy Costie Tracie Ruiz | 195,584  | Canada Sharon Hambrook Kelly Kryczka | 194,234  | Giappone Saeko Kimura Miwako Motoyoshi | 187,992  |

## Medagliere
| Posizione | Paese       |   |   |   | Totale |
| --------- | ----------- | - | - | - | ------ |
| 1         | Stati Uniti | 2 | 0 | 0 | 2      |
| 2         | Canada      | 0 | 2 | 0 | 2      |
| 3         | Giappone    | 0 | 0 | 2 | 2      |
| Totale    | Totale      | 2 | 2 | 2 | 6      |